# Daniel Ekelund
Daniel Ekelund, född 26 juli 1857 i Karlstad, död 18 december 1935 i Stockholm, var en svensk jurist och ämbetsman.
Ekelund var son till kronofogde Fredrik Ekelund och Louise Sillén. Han avlade hovrättsexamen 1883 vid Uppsala universitet. 
Han blev vice häradshövding 1887, assessor i Svea hovrätt 1894 och kansliråd och byråchef vid civildepartementet 1895. 
Han utsågs till landssekreterare i Stockholms län 1905 och var från 1919 till 1920 tillförordnad landshövding i Stockholms län. 
Ekelund blev riddare av Nordstjärneorden 1897, kommendör av andra klassen av samma orden 1912 och kommendör av första klassen 1926.